# Drabescus furcatus
Drabescus furcatus är en insektsart som beskrevs av Cai och Shen 2002. Drabescus furcatus ingår i släktet Drabescus och familjen dvärgstritar. Inga underarter finns listade i Catalogue of Life.